# سانی‌ساید، شهرستان کلاکاماس، اورگن

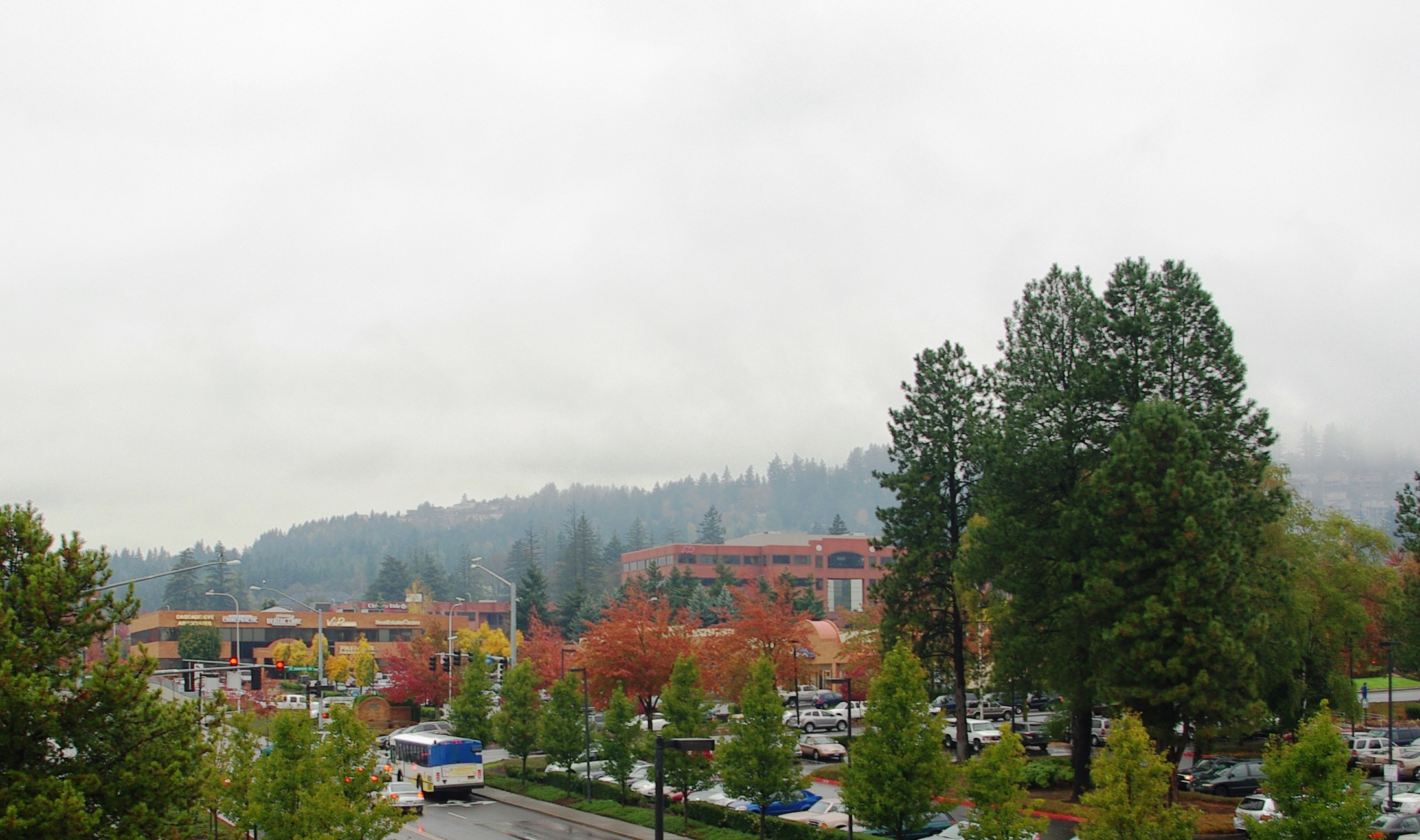
سانی‌ساید در نزدیکی جاده سانیی‌ساید و ام تی. اسکات سمت راست و در زمینه پشتی قرار دارد

سانی‌ساید، شهرستان کلاکاماس، اورگن (انگلیسی: Sunnyside, Clackamas County, Oregon) سانی‌ساید یک مکان سابق تعیین شده برای سرشماری در کلاکاماس ایالت اورگن است. جمعیت این کشور در منطقه شهری پورتلند در امتداد ایالت بین‌المللی ۲۰۵ در سرشماری سال ۲۰۰۰، ۶٬۷۹۱ نفر بود. این منطقه به عنوان مکان مشخص برای سرشماری سال ۲۰۱۰ ثبت نشده‌است